# Hasan Malay
Hasan Malay (* 15. Mai 1948 in Ödemiş; † 23. Februar 2022) war ein türkischer Epigraphiker und Althistoriker.

## Leben
Nach dem Besuch der Schule in Söke studierte er ab 1966 an der Universität Istanbul Klassische Philologie (1973 Bachelor, 1981 Promotion). 1978 begann er als Lehrer für Griechisch an der Ege Üniversitesi in Izmir zu lehren, wurde dort 1983 Yardımcı Doçent und 1986 Doçent für Alte Geschichte, von 1992 bis zu seinem Ruhestand 2000 Professor.